# Resol (Kunstharz)
Resole (englisch resols) sind schmelzbare, lösliche Phenoplaste, die reaktive Methylolgruppen enthalten und bei der Kondensation von Phenolen mit Formaldehyd unter basischen Bedingungen entstehen. Die Benzolringe sind hierbei über Methylengruppen sowie über Etherbrücken miteinander verbunden:
Aufgrund ihrer Methylolgruppen sind sie, im Gegensatz zu den aus denselben Edukten unter sauren Bedingungen entstehenden Novolaken, selbsthärtend und nicht lange lagerstabil. Eine Lagerstabilität kann durch Veretherung der Methylolgruppen (häufig mit Butanol) erreicht werden. Gleichzeitig wird die Löslichkeit in unpolaren Lösemitteln verbessert. Derartige Resolether werden zur Herstellung von Lackharzen verwendet. Durch Veretherung der phenolischen Hydroxygruppen wird ebenfalls eine Verbesserung der Löslichkeit sowie auch der Alkali- und Vergilbungsbeständigkeit erreicht. Zur Aushärtung der veretherten Resole sind saure Katalysatoren sowie höhere Temperaturen erforderlich (Einbrennlacke).
Resolharze werden auch zur Herstellung von Dämmstoffplatten zur Gebäudeisolierung verwendet.